# Renate Sommer
Renate Sommer (Bochum, 10 september 1958) is een Duits politica van christendemocratische signatuur. Ze is lid van de Christlich Demokratische Union Deutschlands (CDU) en de Europese Volkspartij en zetelt sinds 1999 als lid van de EVP-fractie in het Europees Parlement. Sinds september 2009 is ze lid van het bureau van de EVP—fractie.
Renate Sommer is lid van de Commissie burgerlijke vrijheden, justitie en binnenlandse zaken en van de Delegatie in de Gemengde Parlementaire Commissie EU-Turkije en plaatsvervangend lid van de Commissie milieubeheer, volksgezondheid en voedselveiligheid, van de Delegatie voor de betrekkingen met de Maghreblanden en de Unie van de Arabische Maghreb en van de Delegatie in de Parlementaire Vergadering van de Unie voor het Middellandse Zeegebied.

## Biografie
Renate Sommer studeerde af in de landbouwkunde (Dipl.-Ing. agr.) in 1984 en behaalde een doctoraat landbouwkunde (Dr. agr.) afdeling mondiale voedselvoorziening Universiteit van Bonn in 1996. Ze werkte ook als wetenschappelijk medewerker aan de Universiteit van Bonn. Sinds 1999 is ze Europees parlementslid. Ze is lid van de vereniging "Pro Ruhrgebiet" sinds 2007 en werd in 2011 de internationaal voorzitter van de Commissie landbouw, levensmiddelen en consumenten van de Europese Vrouwenunie.
- Gemeinsame Normdatei: 171502078
- Virtual International Authority File: 187626499
- WorldCat: E39PBJdCjVqQqybx6bQFHdW7HC